# El Veladero, Guerrero
El Veladero är en ort i Mexiko.   Den ligger i kommunen Acapulco de Juárez och delstaten Guerrero, i den södra delen av landet, 290 km söder om huvudstaden Mexico City. El Veladero ligger 463 meter över havet och antalet invånare är 735.
Terrängen runt El Veladero är huvudsakligen kuperad. El Veladero ligger uppe på en höjd. Runt El Veladero är det tätbefolkat, med 397 invånare per kvadratkilometer. Närmaste större samhälle är Acapulco, 7,5 km söder om El Veladero. Runt El Veladero är det i huvudsak tätbebyggt.